# Palestinská osvobozenecká fronta
Palestinská osvobozenecká fronta (FOP) (ang. Palestine Liberation Front (FLP), arab. Džabha Tahríri Filastín) byla palestinská teroristická organizace vzniklá oddělením se od Lidové fronty pro osvobození Palestiny - Hlavní velení (LFOP - HV).

## Historie
Organizace vznikla v roce 1977 oddělením se od LFOP - HV z důvodu sporů mezi prosyrsky a proirácky orientovanými členy. Veliteli FOP se stali Abú Abbás a Talat Jaaqúb. V roce 1982 po přesunu do Tunisu se organizace rozštěpila na tři frakce: prosyrskou vedenou Abd al-Fatah Ghaním, protiarafatovskou vedenou Talatem Jaaqúbem a proarafatovskou vedenou Abú Abbásem. Po roce 1985 byl Abbás donucen opustit Tunis a přesunul se do Bagdádu. V 90. letech 20. století Abbás opustil cestu terorismu, vyslovil nad svými činy politování a uznal právo Izraele na existenci. Poté byl zvolen do vedení Organizace pro osvobození Palestiny. USA ale na něj stále měly vydaný zatykač pro vraždu amerického občana. V roce 2003 byl americkými jednotkami po invazi do Iráku zadržen. Zemřel v americkém zajetí v roce 2004.

## Činnost
Organizace (zejména Abbásova frakce) provedla řadu teroristických činů. Mezi nejznámější patří únos výletní lodi Achille Lauro, při kterém byl zavražděn americký občan židovského původu Leon Klinghoffer.
30. května 1990 podnikla skupina nájezd na izraelskou pláž poblíž Tel Avivu s cílem zabíjet turisty a Izraelce. Útok ale selhal a byl zlikvidován. Na základě mlčení Jásira Arafata, který útok neodsoudil ukončily Spojené státy 18 měsíců trvající americko-palestinský dialog.
Po irácké invazi do Kuvajtu patřila FOP mezi palestinské skupiny, které veřejně podpořily Saddáma Husajna.